# Pedro Manuel Chaparro
Fray Pedro Manuel Chaparro (Santiago de Chile, Imperio español, 1746-Ibidem, 28 de diciembre de 1811) fue el primer español (Chile se independizó en 1818) en obtener el grado de licenciado y doctor en medicina, siendo además miembro de la Orden Hospitalaria de San Juan de Dios. Se le atribuye ser uno de los descubridores de la vacuna contra la viruela en Sudamérica.

## Biografía
Fray Pedro Manuel Chaparro tenía estudios de Arte y Teología, ingresó a la Orden de San Juan de Dios en fecha indeterminada. El 16 de diciembre de 1767 se matriculó como estudiante de Medicina en la Real Universidad de San Felipe, bajo la dirección del doctor Domingo Nevin. El 27 de enero de 1769 dio sus exámenes de primer y segundo año de medicina ante los doctores Domingo Nevin y Fray Ignacio Jesús Zambrano. El 27 de febrero de 1771 se graduó como bachiller en Medicina, otorgado por Zambrano. Obtiene el grado de Licenciado y Doctor en Medicina el 22 de julio de 1772 apadrinado por Zambrano.
El 30 de noviembre de 1772, a petición del gobernador de la plaza de Valdivia al Prior del Hospital San Juan de Dios, por pasó a prestar nuevamente servicios en esta ciudad, donde permaneció hasta marzo de 1774.
El 23 de febrero de 1776 se presentó como oponente al cargo de profesor de Prima Medicina de la Universidad de San Felipe tras la muerte de su maestro Ignacio Jesús Zambrano en enero de ese mismo año.
Sin embargo, el cargo le fue concedido a José Antonio de los Ríos el 22 de abril de 1776 el cual aún no tenía título de licenciado y doctor. A lo cual Chaparro apeló ante el Consejo de Indias en dos oportunidades debido a las irregularidades en el proceso. Resultado de lo anterior, el 4 de junio de 1779 se convocó nuevamente a llenar la vacante pero en 1782 se concede definitivamente la Cátedra a José Antonio Ríos, reconociendosele además, en el mes de agosto de 1784, como Protomédico del Reino.
En 1778 presentó un plan de estudios de la medicina de cinco años, muy adelantado a su época, ya que incorporaba en el primer año anatomía patológica, la idea no fue acogida y sólo se implementó en Chile el año 1881, más de 100 años más tarde.
A su lado, en el Hospital San Juan de Dios, se formaron numerosos médicos, entre ellos el doctor Pedro Morán, cirujano del ejército patriota y profesor de anatomía de la Escuela de Medicina y fray Rosauro Acuña, fundador del Hospital de Chillán.
También fue profesor de Filosofía desde 1803 en la Universidad de San Felipe, cargo que ocupó por cuatro años, siendo reelegido en 1810 por aclamación.

## Inoculación de la viruela
Fue un personaje sobresaliente en la historia de la medicina del siglo XVIII.
A fines de 1764 comenzó en Chile una epidemia de viruela en la que morían uno de cada tres contagiados.
Antes de que se conociera la vacuna contra la viruela, puso por obra el experimento de las inoculaciones de las pústulas de los variolosos para prevenir la viruela en el año 1765, antes de ser médico y recién egresado de la Orden; fue considerado todo un éxito, ya que se inoculó a más de cinco mil personas de las que ninguna murió.
Chaparo fue el primero en inocular la viruela en América del Sur. Al cabo de siete años de trabajo logró inocular a 10.000 personas y en todo este período solo fallecieron 4.
Luego de sus trabajos médicos y de la variolización en la ciudad de Valdivia, decide ingresar a estudiar medicina en el año 1767 en la Real Universidad de San Felipe.
Chaparro fue un autodidacta y considerado un gran observador clínico, audaz a la hora de enfrentar los problemas sanitarios de la época. Su calidad tanto médica como humana fue reconocida tanto por sus colegas como por otros académicos, incluyendo a su rival José Antonio Ríos.

No es menos recomendable este relijioso por las buenas cualidades personales que le adornan que por las adquiridas. Sus talentos son de primer Orden i su instruccion nada vulgar. Ansioso siempre del deseo de investigar la humana naturaleza es aplicado a esperiencias fisico-médicas con que adelanta sus conocimientos en medicina, i por eso desean todos en sus dolencias  valerse de su ciencia.
 Vicente de Carvallo y Goyeneche

Fray Domingo de Soria pertenecía también a la Orden de San Juan de Dios y había trabajado en la ciudad de Valdivia junto a fray Pedro Manuel Chaparro en 1766, se encontraba en la ciudad de Lima, Perú, cuando propuso la publicación de su libro Inoculación de las Viruelas.
En diciembre de 1777, el Doctor Cosme Bueno da su parecer a la publicación que hizo el padre Fray Domingo Soria para poner en practica la inoculación de las viruelas. El libro Inoculación de las Viruelas es publicado en 1778, extendiendo de esta manera los conocimientos de medicina al interior de la orden y al mundo hispano.
Las medidas de inoculación se extendieron también a otros puntos del país, pero era tal el temor que causaban que al saberse que el Presidente Ambrosio O'Higgins enviaría una comisión de médicos al sur de Chile, hubo protestas en la asamblea pública de la ciudad de Los Ángeles el 4 de julio de 1790 y se solicitó al Gobierno que desistiera de la medida.
Años más tarde, en 1796, el inglés Edward Jenner inició lo que posteriormente daría lugar a la vacuna, realizando un ensayo con muestras de pústula tomada de la mano de una granjera infectada por el virus de la viruela bovina e inoculó a un niño de cinco años, repitiendo este experimento en otro niño con resultados similares.
En el año 1798 Jenner publicó su trabajo, donde acuñó el término latino variolae vaccine (viruela de la vaca), abriendo así las puertas a la vacunación. Este mismo año se extienden con rapidez sus resultados considerándose un descubrimiento de gran trascendencia.
La vacuna llega a Brasil a manos de los portugueses y es adquirida por el virrey de La Plata el marqués Rafael de Sobremonte, quien envía cristales de la vacuna y niños "de brazo en brazo" a la ciudad de Santiago.
En el año 1805, ya estaba en Chile la vacuna antivariólica y Fray Manuel Chaparro fue su más decidido propagandista, estableciendo vacunatorios, que atendió personalmente, en la Catedral, en la Casa de Huérfanos, en los hospitales San Juan de Dios y San Borja y en la Cárcel Pública.
En España se había organizado la "Real Expedición Filantrópica de la Vacuna" a cargo de Francisco Javier Balmis, saliendo desde La Coruña el 30 de noviembre de 1803, llegando a Venezuela en marzo de 1804, la vacuna es transportada en vidrios y en método "brazo a brazo" en 25 niños que estaban acompañados de sus padres. La expedición se subdivide continuando una a Filipinas y otra a América del Sur a cargo del cirujano Manuel Julián Grajales. Grajales llega a Chile en diciembre de 1807 y se encuentra con que la vacuna había sido ya utilizada masivamente desde el año 1805.

## Vida política
En el ámbito político, Fray Pedro Manuel Chaparro fue miembro del bando de los Realistas.
Integró el Tribunal Superior de Gobierno, el 10 de mayo de 1811, y la Junta Superior de Gobierno (Reorganización), en la Sala de Gobierno y Policía, el 17 de mayo de 1811.
Fray Pedro Manuel Chaparro participa de las ideas libertarias de Chile, fue elegido como diputado propietario por Santiago, en el Primer Congreso Nacional, entre 4 de julio-2 de diciembre de 1811. Fue separado del cargo de Diputado por Santiago por ser considerado un realista, durante el golpe de estado realizado por José Miguel Carrera el 4 de septiembre de 1811, fecha hasta la que permaneció en el cargo, con lo cual Carrera exigió y obtuvo la reducción de los diputados por Santiago al número de siete.
Pedro Manuel Chaparro falleció en 1811. No deja ningún escrito, solo en 1841 se publican algunas recetas médicas apócrifas atribuidas a él.